# Борейко, Андрей Викторович
Андрей Викторович Борейко (род. 22 июля 1957, Ленинград) — российский дирижёр.
Окончил Ленинградское Хоровое училище имени Глинки, затем Ленинградскую консерваторию по классу хорового дирижирования Елизаветы Кудрявцевой (1979). С 1982 г. преподавал на отделении хорового дирижирования, одновременно с 1983 года учился на отделении оперно-симфонического дирижирования у Александра Дмитриева (окончил в 1988 году). Лауреат международных конкурсов дирижёров имени Гжегожа Фительберга (Катовице, 1987) и имени Кирилла Кондрашина (Амстердам, 1989).
С 1986 по 1989 год работал дирижёром Симфонического оркестра Ульяновской Филармонии.
В 1989—1991 годы — главный дирижёр Симфонического оркестра Свердловской филармонии.
С 1991 года по 1997 год возглавлял Познанский филармонический оркестр, в 1998—2003 годы Йенский филармонический оркестр, одновременно в период 1998—2001 годов являлся дирижёром Российского национального оркестра, возглавляемого Михаилом Плетнёвым. В 2001—2006 годы — главный дирижёр Виннипегского симфонического оркестра, одновременно в 2004—2008 годы возглавлял Гамбургский симфонический оркестр. С 2004 года по 2009 год — музыкальный руководитель Бернского симфонического оркестра.
С 2004 года является первым приглашённым дирижёром (principal guest conductor) Симфонического оркестра Штутгартского радио.
С 2009 года по 2014 год являлся художественным руководителем и главным дирижёром Дюссельдорфского симфонического оркестра, с 2012 по 2017 год исполнял те же функции во главе Бельгийского Национального оркестра в Брюсселе.
С 2014 года работает в качестве главного дирижёра и художественного руководителя Naples Philharmonic orchestra во Флориде (США), а с 2019 года — также главный дирижёр и художественный руководитель в Варшавском национальном оркестре (Польша).
Важная часть репертуара — современные композиторы: Альфред Шнитке, Арво Пярт, София Губайдулина, Гия Канчели, Валентин Сильвестров, Александр Раскатов, Леонид Десятников, Тору Такэмицу, Эрнест Блох, Бретт Дин, Среди записей Борейко — Lamentate Пярта, Четвёртая, Пятая, и Шестая симфония Сильвестрова, Первая, Четвёртая, Пятая, Шестая, Восьмая, Девятая и Пятнадцатая симфонии Шостаковича, «Фауст-Кантата» Шнитке, и др.